# Kalen Chase
Kalen Chase (ur. 7 grudnia 1980 roku) – amerykański wokalista, multiinstrumentalista.
Chase wspiera wokalnie Jonathana Davisa na trasach koncertowych KoRna. Po raz pierwszy wystąpił z zespołem Korn przy okazji akustycznego koncertu AOL. Brał udział w trasie koncertowej promującej siódmy studyjny album Korna See you on the other side oraz Family Values Tour w 2006 roku, wystąpił na MTV Unplugged.
Od 2016 roku członek zespołu VIMIC.

## Dyskografia
- The Changing - For Obvious Reasons (2009)[3]